# Shivangi Joshi
Shivangi Joshi (Pune, 18. svibnja 1998.) indijska je glumica poznata po svom radu na hindskoj televiziji.

## Filmografija

### televizija
| Godina        | Titula                             | Uloga                       | Bilješke   | Ref.  |
| ------------- | ---------------------------------- | --------------------------- | ---------- | ----- |
| 2013.         | Khelti Hai Zindagi Aankh Micholi   | Trisha                      |            |       |
| 2013. – 2014. | Beintehaa                          | Aayat Haider Malik          |            | [ 2 ] |
| 2015. – 2016. | Begusarai                          | Poonam Kumari Thakur        |            | [ 3 ] |
| 2016. – 2021. | Yeh Rishta Kya Kehlata Hai         | Naira Singhania Goenka      |            | [ 4 ] |
| 2021.         | Yeh Rishta Kya Kehlata Hai         | Sirat Shekhawat Goenka      |            | [ 5 ] |
| 2021. – 2022. | Balika Vadhu 2                     | Anandi Bhujaaria Chaturvedi |            | [ 6 ] |
| 2022.         | Fear Factor: Khatron Ke Khiladi 12 | Natjecatelj                 | 12. mjesto | [ 7 ] |
| 2023. – 2024. | Barsatein – Mausam Pyaar Ka        | Aradhana "Aaru/Radhy" Sahni |            | [ 8 ] |

## Vanjske poveznice
- Shivangi Joshi u internetskoj bazi filmova IMDb-u (engl.)